# Workshop
Um workshop (que também pode ser denominado como sendo oficina de trabalho interativo) é uma reunião de grupos de pessoas interessados em determinado projeto ou atividade para discussão sobre o que lhes interessar e somente pelo que eles quiserem.

## Workshop x Palestra ou Conferência
O Workshop (ou, mais raramente, oficina de trabalho interativo) é a reunião de pessoas com objetivos semelhantes em que há troca de experiências e realidades entre pessoas, na maioria das vezes referente a um assunto específico. Por intermédio de dinâmicas as pessoas internalizam novos conhecimentos acerca do tema que as levaram a se encontrar. 
Um workshop diferencia-se de uma palestra por alguns eixos conceituais básicos. Nele, a plateia não é apenas mera espectadora. Em determinados momentos (ou em todos eles, dependendo da organização do trabalho e do estilo de aprendizado proposto), o auditório é convocado a participar, normalmente vivenciando experiências que remetem ao tema em discussão. Nesse sentido, o workshop tem caráter mais prático e sua realização requer do palestrante (também chamado "facilitador") uma profunda abertura ao diálogo, ao envolvimento, ao confronto. Normalmente, durante um workshop, estimulam-se trabalhos de recortes, de construções em sub-grupos, de organizações de painéis, de plenárias com recursos multimídia. As palestras ou conferências são muitas vezes orientadas por um perito em determinado assunto e o workshop em continuação pode ser fonte de prática ou contribuições da criatividade e inteligência para desenvolvimento interior.  